# 사향제비나비
사향제비나비(학명 : Atrophaneura alcinous)는 호랑나비과의 한 종류이다. 수컷은 사향 냄새가 나기 때문에 이런 이름이 붙었다. 긴꼬리제비나비와 흡사하나 가슴과 배의 측면에 붉은 털이 나 있어 쉽게 구별되며 등칡잎을 먹고 산다.
애벌레에 기생하는 사향제비나비납작맵시벌 등의 천적에 의해서 수가 조절된다.

## 아종
- B. a. alcinous
- B. a. confusus (Rothschild, 1895) (Ussuri)
- B. a. yakushimana (Esaki & Umeno, 1929) (Japan)
- B. a. loochooana (Rothschild, 1896) (Japan)
- B. a. miyakoensis (Omoto, 1960) (Japan)
- B. a. bradanus (Fruhstorfer, 1908) (Japan)
- B. a. mansonensis (Fruhstorfer, 1901) (south-central and south-eastern China, Taiwan)

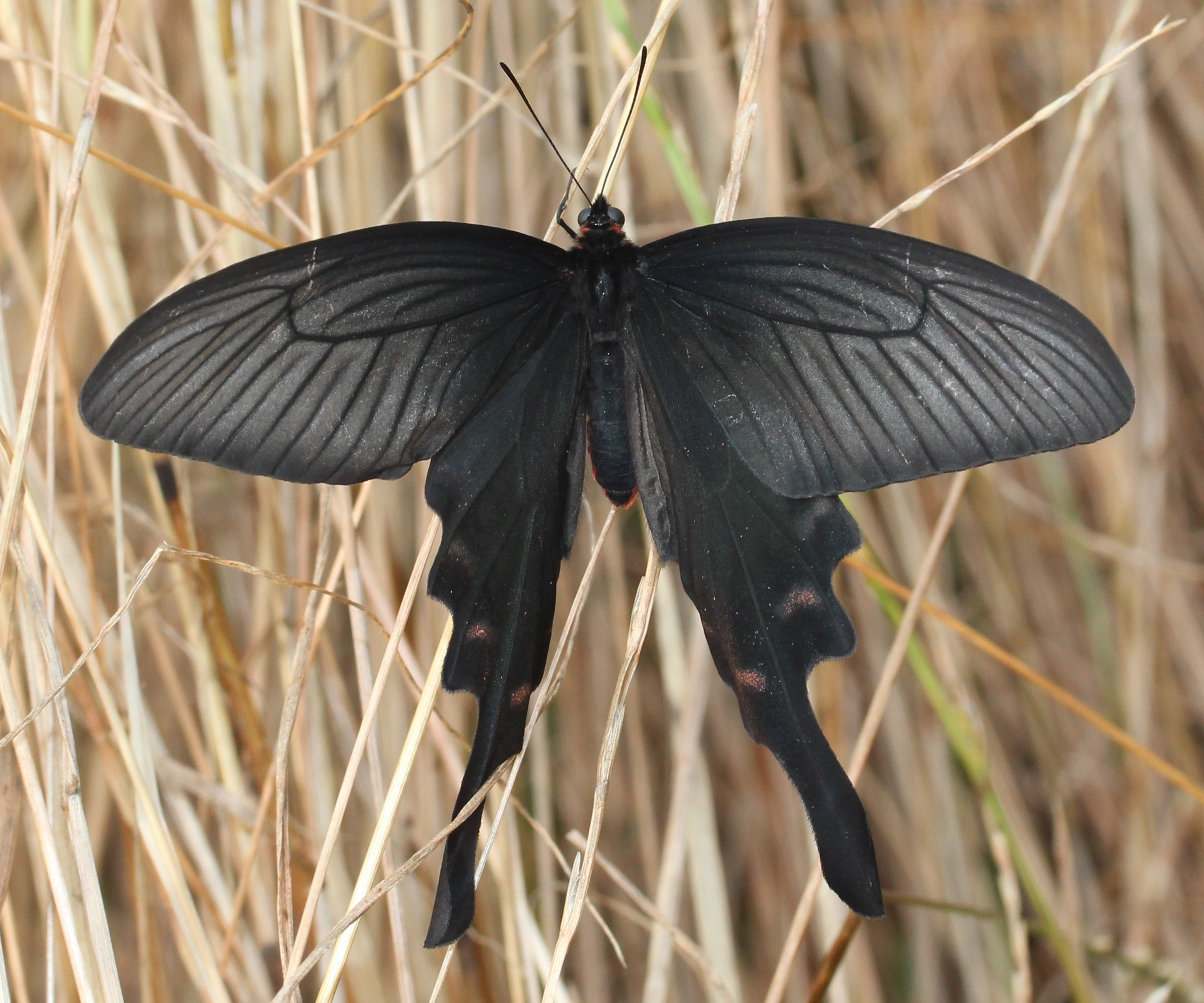
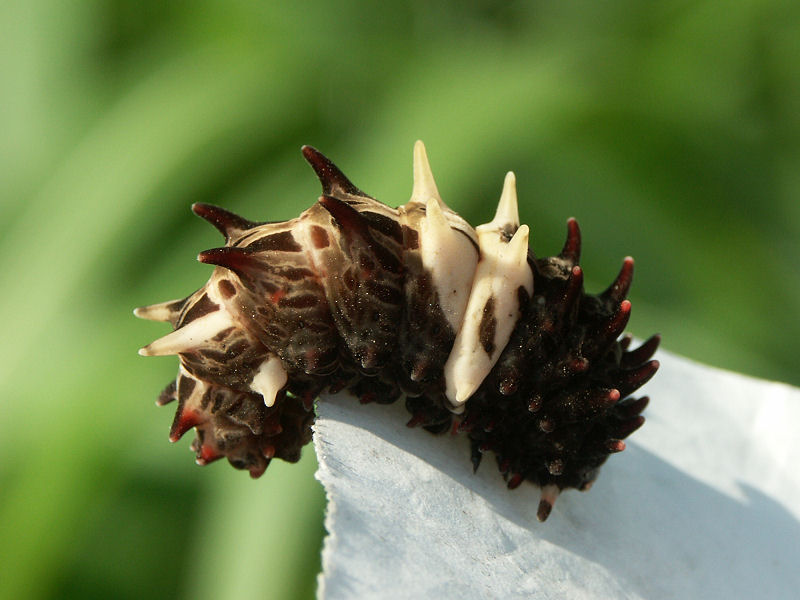
애벌레